# Unai Elorriaga (cyclisme)
Cet article concerne le coureur cycliste. Pour l'article sur l'écrivain basque, voir Unai Elorriaga (écrivain).
Unai Elorriaga Zubiaur, né le 22 juin 1980 à Barakaldo, est un coureur cycliste espagnol. Il participe à des compétitions sur route et sur piste.

## Palmarès sur piste

### Championnats du monde
- Bordeaux 2006
  - 9e du scratch
- Palma de Majorque 2007
  - 6e du scratch
- Manchester 2008
  - 16e de l'omnium
- Ballerup 2010
  - 8e de la poursuite par équipes
- Apeldoorn 2011
  - 5e de l'américaine
  - 5e du scratch
- Melbourne 2012
  - 5e de la course aux points
- Minsk 2013
  - 4e de la poursuite par équipes
  - 9e de l'omnium
- Cali 2014
  - 9e de l'omnium
- Saint-Quentin-en-Yvelines 2015
  - 10e de la poursuite par équipes
  - 19e de l'omnium

### Coupe du monde
- 2008-2009
  - 1er de l'américaine à Melbourne (avec David Muntaner Juaneda)
  - 2e de la poursuite par équipes à Melbourne
  - 2e de la poursuite par équipes à Copenhague
- 2011-2012
  - Classement général de la course aux points
  - 1er de la course aux points à Cali
- 2012-2013
  - 3e de l'omnium à Glasgow

### Championnats d'Europe
- 2007
  -  Champion d'Europe de l'omnium endurance
- Baie-Mahault 2014
  -  Médaillé d'argent de l'omnium

### Championnats nationaux
| - 1997 - 2e du championnat d'Espagne de course aux points juniors - 1998 - 2e du championnat d'Espagne de poursuite juniors - 2e du championnat d'Espagne de course aux points juniors - 1999 - 3e du championnat d'Espagne de poursuite par équipes - 2000 - 2e du championnat d'Espagne de l'américaine - 2005 - Champion d'Espagne de poursuite par équipes - Champion d'Espagne de course aux points - 2e du championnat d'Espagne de l'américaine - 2006 - 2e du championnat d'Espagne de l'américaine - 3e du championnat d'Espagne du scratch - 2007 - Champion d'Espagne de l'américaine (avec Aitor Alonso) - 3e du championnat d'Espagne de course aux points - 2008 - 2e du championnat d'Espagne de l'américaine - 2009 - Champion d'Espagne de course aux points - Champion d'Espagne de l'américaine (avec Asier Maeztu) - 2e du championnat d'Espagne du scratch | - 2010 - 2e du championnat d'Espagne de l'américaine - 2e du championnat d'Espagne de l'omnium - 2011 - Champion d'Espagne du scratch - 2e du championnat d'Espagne de l'américaine - 2e du championnat d'Espagne de l'omnium - 3e du championnat d'Espagne de course aux points - 2012 - 3e du championnat d'Espagne de course aux points - 3e du championnat d'Espagne de poursuite par équipes - 2014 - 2e du championnat d'Espagne du scratch - 2e du championnat d'Espagne de poursuite par équipes - 2e du championnat d'Espagne de l'américaine - 3e du championnat d'Espagne de course aux points - 2016 - 2e du championnat d'Espagne de poursuite par équipes - 3e du championnat d'Espagne de l'américaine - 2019 - 2e du championnat d'Espagne de l'américaine |  |

### Championnats régionaux
- Champion du Pays basque de l'américaine en 2010 (avec Iban Leanizbarrutia)[1]
- Champion du Pays basque de l'omnium en 2014

## Palmarès sur route

### Par année
| - 2000 - Premio Elorrio - 3e du Trofeo Ayuntamiento de Huarte - 2001 - Circuito de Pascuas - 2e et 3e étapes du Tour de Castille-et-León amateurs - Mémorial José María Anza - 2002 - Champion d'Espagne sur route espoirs - Premio Ega Pan - 1re étape du Tour d'Alava - Oñati Saria - Circuito Sollube - 2e du Mémorial José María Anza - 2005 - Trophée Guerrita - Mémorial Cirilo Zunzarren - Cursa Ciclista del Llobregat - Leintz Bailarari Itzulia - 2e du Xanisteban Saria - 3e de la Coupe d'Espagne de cyclisme - 2006 - Trophée Guerrita - Mémorial Juan Manuel Santisteban - 1re étape de la Bizkaiko Bira (es) - Leintz Bailarari Itzulia - 3e de la Coupe d'Espagne de cyclisme - 3e du Mémorial Valenciaga | - 2010 - Zumaiako Saria - 2e et 3e étapes du Tour de Cantabrie - 3e du Trophée Eusebio Vélez - 2011 - 3e du Zumaiako Saria - 2012 - 3e du Gran Premio San Antonio - 3e du Premio Lakuntza - 2013 - Zumaiako Saria - Grand Prix Kutxabank - 2e du Mémorial Juan Manuel Santisteban - 2e du Grand Prix de la ville d'Orense - 2e du Trophée de la ville de Santander - 2014 - 3e du Laudio Saria - 2015 - Trophée de la ville de Santander - 2e du Circuit d'Escalante - 3e du Trofeo San Antonio - 3e du Gran Premio San Antonio - 2016 - Circuit d'Escalante - 2019 - 2e du Circuit d'Escalante |  |

### Classements mondiaux
| Année           | 2005 | 2006 | 2007   |
| --------------- | ---- | ---- | ------ |
| UCI Europe Tour | 318e | 440e | 1 272e |